# Mîkîtîci, Volodîmîr-Volînskîi
Mîkîtîci (în ucraineană Микитичі) este localitatea de reședință a comunei Mîkîtîci din raionul Volodîmîr-Volînskîi, regiunea Volînia, Ucraina.

## Demografie
Componența lingvistică a localității Mîkîtîci
     Ucraineană (98,98%)
     Alte limbi (1,02%)
Conform recensământului din 2001, majoritatea populației localității Mîkîtîci era vorbitoare de ucraineană (98,98%), existând în minoritate și vorbitori de alte limbi.